# Anticoma novozemelica
Anticoma novozemelica är en rundmaskart som beskrevs av Nikolai Nikolaievich Filipjev 1927. Anticoma novozemelica ingår i släktet Anticoma och familjen Anticomidae. Inga underarter finns listade i Catalogue of Life.